# Barbara Bloom (artiste)
Barbara Bloom (né en 1951, à Los Angeles) est une artiste conceptuelle américaine.  

## Biographie

### Jeunesse et formation
Bloom a pris des cours au Bennington College à Bennington, Vermont, et en 1972 a obtenu son baccalauréat en beaux-arts de l'Institut des Arts de Californie à Valencia, en Californie, où son mentor était John Baldessari.

### Carrière
Bloom est liée à un groupe d'artistes appelés The Picture Generation. Bloom a enseigné à
la Cooper Union School of Art de New York, l'Art Institute de Boston à Lesley University, l'école d'art de l'université Columbia, à l'école d'arts de l'université Yale, à la School of Visual Arts de New York ou encore à l'Académie royale des beaux-arts d'Amsterdam.
Pendant près de vingt ans, elle a vécu en Europe, d'abord à Amsterdam, puis à Berlin. 

## Prix et distinctions
- Prix de la Foundation for Contemporary Arts (2016)[6]
- Prix Due Mille, Biennale de Venise (1988)[6]
- Prix de la fondation Louis Comfort Tiffany (1989)[7]
- Prix de la fondation Frederick Weisman (1991)[8]
- Bourse du Wexner Center for the Arts (1997)[9]
- Bourse Guggenheim (1998)[6]
- Artiste visuel de la Communion dans la Photographie, National Endowment for the Arts (2006)[10]
- Getty Research Institute Chercheur Invité (2007)[6]
- Wynn Newhouse Award (2009)[11]
- Arts visuels, Subvention, Fondation des Arts Contemporains (2016)[6]

## Publications
- A Picture, A Thousand Words, David Lewis, New York, 2017
- Gifts, Ludion, Antwerp, Belgium, 2015]
- The St. Petersburg Paradox, Swiss Institute, New York and Karma, New York, 2014]
- As it were... so to speak : a museum collection in dialogue with Barbara Bloom, The Jewish Museum, New York, 2013
- Between Artists: John Baldessari and Barbara Bloom, A.R.T. Press, New York, 2011]
- The Collections of Barbara Bloom, Bloom, Dave Hickey, Susan Tallman, Steidl and International Center of Photography, NY, 2008
- Flash Cards, The Renaissance Society, Chicago, 2003
- Broken, Bloom and Miller, J. Abbott, Pentagram Papers, New York, 2001
- Dinge in der Kunst des XX. Jahrhunderts, Haus der Kunst, München, 2000
- Revised Evidence: Nabokov’s Inscriptions, Annotations. Glenn Horowitz Bookseller, New York, 1999
- The Museum As Muse: Artists Reflect, the Museum of Modern Art, New York, 1999
- Pictures From The Floating World, Sala de Exposiciones Rekalde, D.L, Bilbao, 1998
- Contemplation : Five Installations : Barbara Bloom, Ann Hamilton With Kathryn Clark, Nam June Paik, Robert Ryman, James Turrell, Des Moines Art Center, Des Moines, Iowa, 1996
- Consider The Alternatives : 20 Years Of Contemporary Art At Hallwalls, Hallwalls Contemporary Arts Center, Buffalo, New York, 1996
- Longing And Belonging : From The Faraway Nearby : Site Santa Fe, July 14 To October 8, 1995, Santa Fe, New Mexico, SITE Santa Fe, Santa Fe, New Mexico, 1995
- The Passions Of Natasha, Nokiko, Nicole, Nanette And Norma, Cantz Verlag, Stuttgart, 1993
- Never Odd Or Even. Verlag Silke Schreiber, Munich & The Carnegie Museum of Art, Pittsburgh, 1992